# Шентјернеј
Шентјернеј (словен. Šentjernej) је градић и управно средиште истоимене општине Шентјернеј, која припада Југоисточнословеначкој регији у Републици Словенији.
По попису становништва из 2011. године, насеље Шентјернеј имало је 1.423 становника.